# Élection présidentielle camerounaise de 2011
L'élection présidentielle camerounaise de 2011 a lieu le 9 octobre 2011. Un total de 23 candidats se présentent, parmi lesquels le président sortant, chef du RDPC, Paul Biya. Ce dernier est réélu sans surprise pour un mandat de 7 ans avec 77,99 % des suffrages.

## Contexte
Alors que le mandat du président Paul Biya prend fin en 2011, les États-Unis ont pris position en faveur d'élections libres à l'occasion de la fête nationale camerounaise, le 20 mai 2011. Le secrétaire d'État Hillary Clinton a ainsi réclamé pour le peuple camerounais « le droit de voter cette année dans un scrutin présidentiel libre, équitable et crédible », souhait renforcé par un courrier personnel du président Barack Obama pour Paul Biya. Le président Obama avait déjà pris des mesures contre des politiciens camerounais jugés corrompus en leur retirant le visa américain en 2009.
Cette pression s'est renforcé au mois de juin 2011 lorsque Hillary Clinton a refusé de recevoir Paul Biya, forçant ce dernier à annuler une tournée occidentale.
Le scrutin, organisé par l'organisme ELECAM, est, pour la première fois, ouvert aux Camerounais vivant à l'étranger, sous réserve qu'ils ne disposent pas d'une double nationalité.

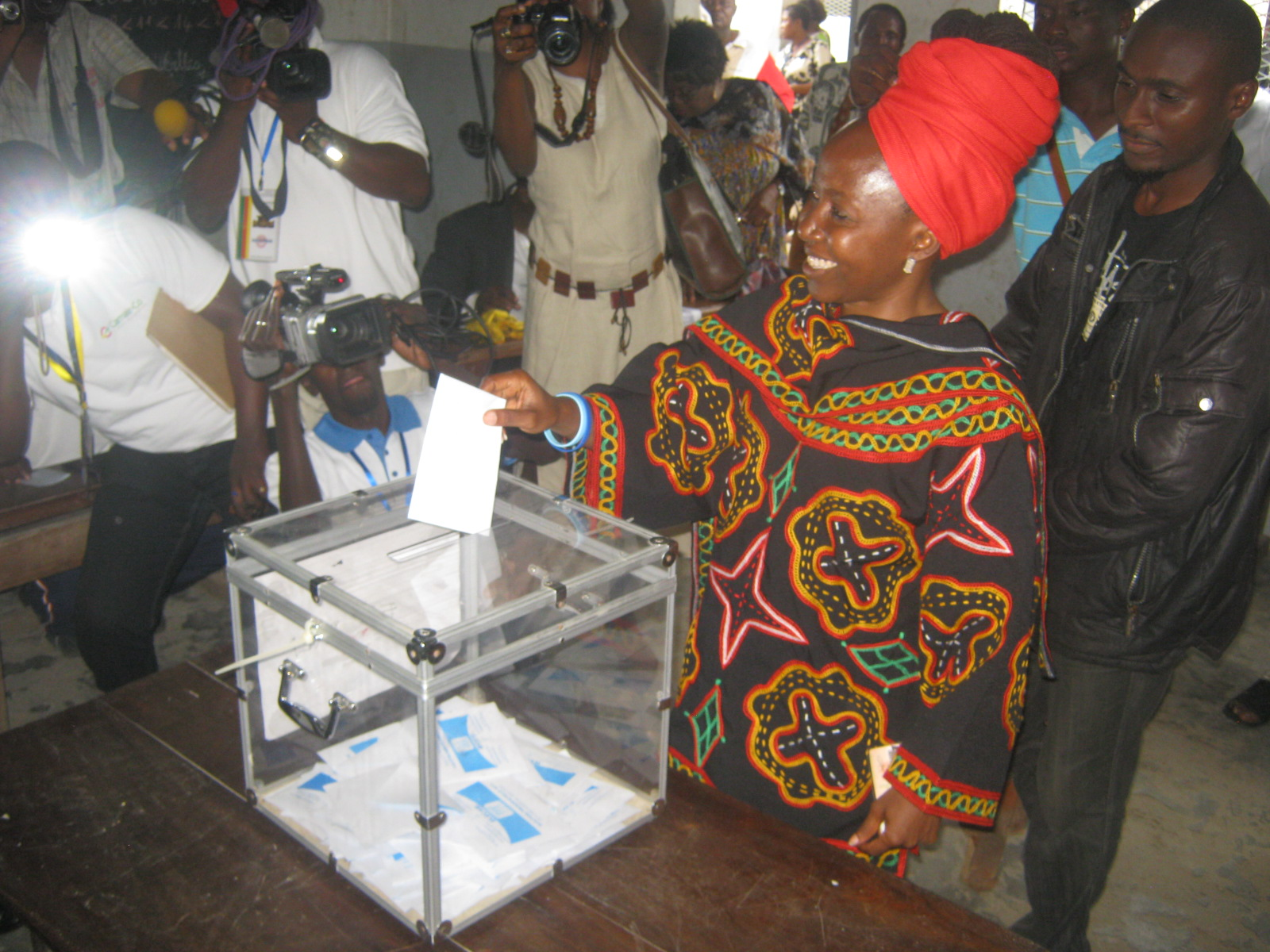
Vote de la candidate Kah Walla dans un bureau de vote à Douala

## Résultats
La Cour suprême annonce les résultats le 20 octobre 2011, :
| Candidats                 | Candidats                  | Partis                                                            | Voix      | %     |
| ------------------------- | -------------------------- | ----------------------------------------------------------------- | --------- | ----- |
|                           | Paul Biya                  | RDPC                                                              | 3 772 527 | 77,99 |
|                           | John Fru Ndi               | FSD                                                               | 518 175   | 10,71 |
|                           | Garga Haman Adji           | ADD                                                               | 155 348   | 3,21  |
|                           | Adamou Ndam Njoya          | UDC                                                               | 83 860    | 1,73  |
|                           | Paul Abine Ayah            | People's Action Party                                             | 61 158    | 1,26  |
|                           | Edith Kahbang Walla        | Cameroon People's Party                                           | 34 639    | 0,72  |
|                           | Albert Dzongang            | Dynamic for National Renaissance                                  | 26 396    | 0,55  |
|                           | Jean de Dieu Momo          | Democrat Patriots for the Development of Cameroon                 | 23 791    | 0,49  |
|                           | Jean-Jacques Ekindi        | Progressive Movement                                              | 21 593    | 0,45  |
|                           | Bernard Muna               | Alliance of Progressive Forces                                    | 18 444    | 0,38  |
|                           | Esther Dang                | Bloc for the Reconstruction and Economic Independence of Cameroon | 15 775    | 0,33  |
|                           | Olivier Anicet Bilé        | Union for Fraternity and Prosperity                               | 15 202    | 0,31  |
|                           | Anicet Ekane               | Mouvement africain pour la nouvelle indépendance et la démocratie | 11 081    | 0,23  |
|                           | Victorin Hameni Bieuleu    | Union of Democratic Forces of Cameroon                            | 10 615    | 0,22  |
|                           | Fritz Pierre Ngo           | Movement of Cameroonian Ecologists                                | 9 259     | 0,19  |
|                           | Jean Njeunga               | United Front of Cameroon                                          | 9 219     | 0,19  |
|                           | Isaac Feuzeu               | Movement for the Emergence and Rise of Citizen                    | 9 216     | 0,19  |
|                           | Hubert Kamgang             | Union of African Populations                                      | 8 250     | 0,17  |
|                           | Simon Pierre Atangana Nsoe | Great Cameroon                                                    | 8 032     | 0,17  |
|                           | Marcus Lontouo             | Cameroonian National Congress                                     | 7 875     | 0,16  |
|                           | George Dobgima Nyamndi     | Social Liberal Congress                                           | 5 925     | 0,12  |
|                           | Joachim Tabi Owono         | Action for Meritocracy and Equal Opportunities                    | 5 795     | 0,12  |
|                           | Daniel Soh Fone            | United Socialist Party                                            | 5 074     | 0,10  |
|                           |                            |                                                                   |           |       |
| Votes valides             | Votes valides              | Votes valides                                                     | 4 837 249 | 97,69 |
| Votes blancs ou invalides | Votes blancs ou invalides  | Votes blancs ou invalides                                         | 114 185   | 2,31  |
| Total                     | Total                      | Total                                                             | 4 951 434 | 100   |
| Abstention                | Abstention                 | Abstention                                                        | 2 300 217 | 31,72 |
| Inscrits/Participation    | Inscrits/Participation     | Inscrits/Participation                                            | 7 251 651 | 68,28 |

## Conséquences
Paul Biya est réélu pour un sixième mandat de 7 ans.
Sept candidats de l'opposition estiment que l'élection est entachée de fraudes et ont demandé la tenue d'un nouveau scrutin.